# Mchitar Dschrbaschjan
Mchitar Mkrttschi Dschrbaschjan (armenisch Մխիթար Մկրտչի Ջրբաշյան; * 11. September 1918 in Jerewan, Demokratische Republik Armenien; † 6. Mai 1994 ebenda, Republik Armenien) war ein sowjetischer und armenischer Mathematiker und Hochschullehrer. Seine Forschungsschwerpunkte lagen in der Funktionentheorie und der Approximationstheorie.

## Leben und Werk
Dschrbaschjan wurde als Mchitar Jerbaschchian in einer Familie geboren, die vor dem Völkermord an den Armeniern geflohen war. Der Familienname Jerbaschchian wurde später zu Jerbaschian vereinfacht und wird in vielen seiner mathematischen Veröffentlichungen gemäß der russischen Schreibweise als Dzhrbaschjan oder Djrbaschian angegeben. Er hatte zwei Schwestern sowie einen Bruder, den Literaturkritiker Eduard Jerbaschchian (1923–1999), der von 1977 bis 1999 Direktor des Instituts für Literatur der Armenischen Nationalen Akademie der Wissenschaften war. Sein Vater hatte 1915 als Soldat am Freiwilligenkorps gegen die türkische Armee teilgenommen, die alle Einwohner der stark von Armeniern bewohnten Stadt Van und der umliegenden Dörfer ermorden sollte. Die Einwohner von Van und einige Dorfbewohner der historischen armenischen Region Vaspurakan wurden gerettet und wanderten dann mit der russischen Armee in das Gouvernement Eriwan des Russischen Reiches aus. In den ersten Jahren importierte sein Vater weiterhin europäische Waren und verkaufte sie in den Geschäften seiner Handelsfirma in Jerewan (Eriwan), Tiflis und Baku. Aus diesem Grund wurde ihm das Stimmrecht in der UdSSR entzogen und sein ältester Sohn Mchitar von dem letzten Schuljahr ausgeschlossen.
Nachdem Dschrbaschjan seine Sekundarschulausbildung in Jerewan nicht fortsetzen konnte, beendete er seine Schulausbildung 1936 in Tiflis dank der Unterstützung der Familie seines Onkels. Zurück in Jerewan konnte er sich nach Stalins Erklärung, dass „Kinder nicht für ihre Eltern verantwortlich sind“, an der Staatlichen Universität Jerewan einschreiben, wo seine wissenschaftlichen Aktivitäten von Artasches Schahinjan gefördert wurden. Von 1936 bis 1941 studierte an der Fakultät für Physik und Mathematik der Staatlichen Universität Jerewan. Seit 1942 forschte er dort und an der Akademie der Wissenschaften der Armenischen SSR. Unter der Leitung von Schahinjan war er 1945 der erste Mathematiker, der an der Staatlichen Universität Jerewan  promovierte. Mit ausgezeichneten Referenzen von Mstislaw Wsewolodowitsch Keldysch, Alexander Ossipowitsch Gelfond und Alexei Iwanowitsch Markuschewitsch promovierte er ebenfalls 1949 an der Lomonossow-Universität Moskau mit dem Thema: Metrische Theoreme zur Vollständigkeit und Darstellbarkeit analytischer Funktionen.
Von 1957 bis 1960 war er Dekan der physikalisch-mathematischen und dann mechanisch-mathematischen Abteilung der Staatlichen Universität Jerewan und von 1978 bis 1994 Leiter des Lehrstuhls für Funktionentheorie.
1953 wurde er zum korrespondierenden Mitglied und 1956 zum ordentlichen Mitglied der Akademie der Wissenschaften der Armenischen SSR gewählt. Von 1964 bis 1978 war er dort Mitglied des Präsidiums und von 1964 bis 1973 war er Akademiker-Sekretär der Abteilung für Physikalische und Mathematische Wissenschaften.
Von 1971 bis 1989 war er der Direktor des Instituts für Mathematik der Nationalen Akademie der Wissenschaften Armeniens und bis zu seinem Tod 1994 der Ehrendirektor desselben Instituts. Er gründete die mathematische Zeitschrift Iswestija Nazionalnoi Akademii Nauk Armenii, Matematika und war Chefredakteur von 1971 bis 1994.
Er war Autor von rund 200 wissenschaftlichen Artikeln, Monographien und Lehrbüchern. Seine Studien umfassen eine Reihe von Bereichen der modernen Funktionentheorie wie Approximationstheorie und Faktorisierung meromorpher Funktionen.

## Auszeichnungen
- 1964: Geehrter Wissenschaftler der Armenischen Sozialistischen Sowjetrepublik
- 1971: Orden des Roten Banners der Arbeit
- 1978: Orden der Oktoberrevolution

## Veröffentlichungen (Auswahl)
- Harmonic Analysis and Boundary Value Problems in the Complex Domain: 65 (Operator Theory: Advances and Applications), 1993, ISBN 978-3-7643-2855-9.